# Раздольное (Сочи)
Раздо́льное — село в Хостинском районе муниципального образования Город-курорт Сочи. Административный центр Раздольского сельского округа.

## География
Располагается на левом, пологохолмистом склоне долины реки Бзугу, в 1,5—3 км от её устья.

## История

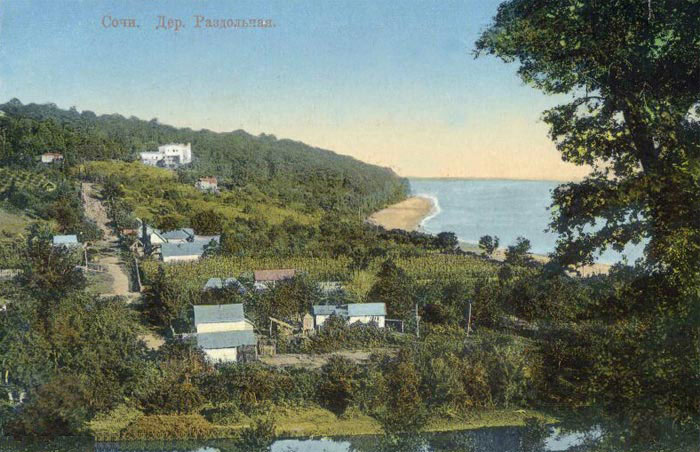
Историческая часть села в начале XX века, ныне в пределах городской черты

Село образовано в 1870 году переселенцами польского и белорусского происхождения из Каменец-Подольской, Харьковской, Киевской и других губерний Российской империи. В 1872 г. в селе проживало 133 чел. Первые армянские поселенцы из Турции появились в Раздольном в 1890-е. День рождения села отмечается ежегодно в последнее воскресенье лета. По статистическим данным, на начало 1891 г. в Раздольном числились: 191 русский житель, 6 поляков, 4 немца (в 31 дворе). С 1898 г. село входило в состав Навагинского сельского общества, в 1900 г. здесь было открыто сельское одноклассное училище Министерства народного просвещения. В 1904 г. в Раздольном насчитывалось 355 постоянных жителей, один из них значился поляком, остальные — русскими. На 1 января 1917 г. в селе проживало 200 чел. В 1870—1874 гг. Раздольное относилось к Сочинскому (Даховскому) попечительству о черноморских прибрежных поселениях, с 1874 г.- к Сочинскому отделу попечительства, преобразованному в 1888 г. в участок (с 1896 г. - Сочинский округ Черноморской губ.).
26 января 1920 года против войск генерала Деникина в Сочи произошло крестьянское восстание зелёных партизан, в котором приняли участие жители села.
1 февраля 1920 года под руководством Н. В. Вороновича село было занято зелёными повстанцами. 2 февраля на реке Бзугу завязалось сражение, в ходе которого войска Деникина оставили свои позиции без значительного сопротивления. С организацией районов (1922) сел. Проведенная в 1926 году перепись населения Черноморского округа показала,что в трех селах - Нижнем, Среднем и Верхнем Раздольном - в сумме проживали 971 человек, из них 46% были украинцами, 21% - армянами, 14% - греками. Русские, поляки и другие народы вместе составляли 19%.
Раздольное числилось последовательно в Сочинском районе Черноморского округа (восстановлен в 1920 г.), в Адлерском районе Азово-Черноморского края (с 1937 г.- Краснодарского) Хостинском районе гор. Сочи (с 1974 г.).
С 1925 г. Раздольное — центр Раздольского сельского совета, ныне — одноименного сельского округа, куда кроме села Раздольное входят ещё шесть селений общей численностью 687 чел. (на начало 2001 года).
В 1934 году на Бзугу состоялся пуск первого в СССР асфальтобетонного завода, сконструированного инженером М. Л. Бондарем. В том же году 3 апреля до реки Бзугу (где ныне расположен центральный стадион) были пущены первые автобусные маршруты, перевозка осуществлялась на автомобилях ЗИС-16.
В 1961 г. Раздольский сельский совет был передан в административное подчинение Адлерскому району города Сочи. 16 сентября 1966 года в районе Бзугу футбольным матчем между командами Сирии и РСФСР открыт Сочинский Центральный стадион имени Славы Метревели.
В 1966 г. сёла Верхнераздольное, Нижнераздольное, Среднераздольное объединены в одно село Раздольное.
В первой половине XX века здесь существовал крупный колхоз имени Будённого и табачная фабрика.

## Население
| 2002 | 2010  | 2021  |
| ---- | ----- | ----- |
| 1988 | ↗2243 | ↗5460 |

## Инфраструктура
Учебно-тренировочный центр по парусному спорту (ныне Яхтклуб Сочи). Построен 21 апреля 1980 года в устье реки Бзугу.

## Транспорт
Автобусы 103, 203, маршрутные такси 37, 38,45.Также недавно запустили маршрут 29 на Малый Ахун

## Происшествия
24 июля 1991 года в долине рек Мацеста и Бзугу выпал смерч, уровень воды поднялся на 5 метров, принес большие разрушения на Мацесте и на Раздольной.

## Достопримечательности
- Министерские озёра
- Раздольненский виадук
- Раздольненские тоннели
- Мемориал села Раздольное
- Бзугу
- Раздольненский мост
- Центральный стадион имени Славы Метревели

## Уличная сеть
- Улица 20 Горнострелковой дивизии
- Раздельная
- Земляничная
- Тепличная
- Крестьянская
- Механизаторов
- Прямая
- Буковая
- Изобильная
- Ветеринарный переулок
- Иванова поляна
- Дубовая
- Коммунальная
- Лозовой переулок
- Следопытов*Транспортная

## Предприятия села Раздольное
ОПХ, СТО, очистные сооружения, институт цветоводства, водоканал, пункт приёма цветных металлов, пункт приёма металлов, гараж. Салон красоты "НЕФЕРТИТИ", конечная 38 маршрута